# Susan B. Anthony
Susan B. Anthony, Susan Brownell Anthony, född 15 februari 1820 i Adams, Massachusetts, död 13 mars 1906 i Rochester, New York, var en tidig amerikansk aktivist för kvinnors emancipation, och i det ingick även krav på kvinnors politiska rättigheter.

## Biografi
Anthony växte upp i en kväkarfamilj och arbetade till en början som lärare. Hon var en tidig förkämpe för slaveriets avskaffande tillsammans med sin familj som gick med i Abolitionist-rörelsen under 1840-talet då familjen flyttade till staden Rochester i New York. Eftersom familjen drabbats av den ekonomiska krisen 1837 blev det Anthony som försörjde familjen under flera år, genom sitt arbete som lärare. Detta lade grunden till hennes inriktning som social reformatör, med fokus på frågor som kvinnors ekonomiska situation och rösträtt för kvinnor. Hon kom även att representera American Anti-Slavery Society i New York fram till inbördeskrigets start.

### National Woman Suffrage Association
Efter en tids arbete på sin familjs lantbruk kom Anthony att ägna sig åt kvinnorättsfrågor och sociala reformer på heltid. Hon engagerade sig i det som kom att bli kallat suffragett-rörelsen där hon kom att ha en central roll. Tillsammans med kvinnorättskämpen Elizabeth Cady Stanton grundade hon National Woman Suffrage Association 1869. Detta skedde efter ett tillägg till konstitutionen i slutet på 1860-talet, där det klargjordes en gång för alla att kvinnor saknade rösträtt. Hon framförde ideligen sin åsikt genom föreläsningar och skrifter att nyckeln till kvinnans frigörelse låg i politisk representation. Hon framhöll också att alla andra reformer, hur viktiga de än var, aldrig kunde vara viktigare än kravet på kvinnlig rösträtt. 1872 försökte hon rösta illegalt, som en del i sin kamp för kvinnors rätt att rösta. Tillsammans med Elizabeth Cady Stanton, Ida Husted Harper och Matilda Joslin Gage började de att ge ut skriften History of Womens Suffrage, som gavs ut i flera volymer under slutet av 1800-talet.  

### Kampen för rösträtt
Ganska omedelbart efter att hon anslutit sig till rörelsen skrev hon en petition till legislaturen i delstaten New York. Där krävde hon tre stora reformer: 1) kvinnans rätt att förvalta egen förtjänst, 2) målsmanskapet över barnen i händelse av skilsmässa, samt 3) rösträtt. Hon handplockade 60 kvinnor som vintern 1854 gav sig iväg för att samla namnunderskrifter som stödde förslagen och de återvände segerstolta med 6 000 namnteckningar. Hennes och organisationens ansträngningar vann slutligen gehör och 1860 antogs i delstaten New York ett lagförslag, som gav kvinnan rätt att "förutom att inneha egendom också förfoga över sin egen arbetsförtjänst, inleda process och vid sin makes död ha samma rättigheter som denne hade haft om hans hustru hade avlidit före honom". Dessa reformer blev ett steg på vägen för kvinnorna i New York.
När det amerikanska inbördeskriget utbröt 1861 avstannade all verksamhet för kvinnans frigörelse. Vissa anhängare, såsom Louisa May Alcott valde att verka som sjuksköterska, men Anthony och Elizabeth Cady Stanton besökte istället alla större städer med slagordet "Inga kompromisser med slavägare". De lyckades samla ihop 400 000 namnunderskrifter, vilket ledde till att kongressen godkände 13:e tillägget till konstitutionen, som innebar att alla slavar omedelbart skulle försättas i frihet. 
Hon var redaktör för den radikala kvinnliga tidningen The Revolution 1868-1870. Hon var en av initiativtagarna till International Council of Women 1888. I Berlin var hon med vid grundandet av International Woman Suffrage Alliance 1904, som kom till i opposition mot att ICW inte vågade ta tydlig ställning i frågan om rösträtt för kvinnor. Strax därefter höll ICW en stor internationell kongress i Berlin, Second Conference of the International Woman Suffrage Alliance så många tillresta kvinnor kunde delta i båda evenemangen.

### Eftermäle
Arbetet med kvinnors rätt att rösta kom att fortsätta drivas vidare via National Woman Suffrage Association och först 1920, 14 år efter Anthonys död, införde USA kvinnlig rösträtt via 19th Amendment, ett tillägg till USA:s konstitution..